# Partito della Convenzione del Popolo
Il Partito della Convenzione del Popolo (in inglese: Convention People's Party - CPP) è un partito politico ghanese di orientamento socialista fondato da Kwame Nkrumah nel 1949, nell'allora Costa d'Oro.
Rappresentò l'unico partito ammesso nel Ghana dal 1964 fino al 1966, quando un colpo di Stato rovesciò il governo del Presidente Nkrumah e istituì una giunta militare, il Consiglio di Liberazione Nazionale, con a capo Joseph Arthur Ankrah.
Il partito si è ricostituito nel 1996 a seguito della confluenza di due distinte formazioni politiche:
- il People's Convention Party;
- il National Convention Party (Partito della Convenzione Nazionale).

È guidato da Samia Nkrumah, figlia dell'ex Presidente.

## Risultati elettorali
| Elezione          | Voti    | %    | Seggi   |
| ----------------- | ------- | ---- | ------- |
| Parlamentari 2000 | 85.643  | 1,31 | 1 / 200 |
| Parlamentari 2004 | 183.134 | 2,13 | 4 / 230 |
| Parlamentari 2008 | 252.266 | 2,88 | 1 / 230 |
| Parlamentari 2012 | 81.009  | 0,73 | 1 / 275 |